# Solarpotenzial
Unter Solarpotenzial versteht man den kurzwelligen solaren Strahlungsgenuss einer Fläche unter Berücksichtigung von Exposition, Neigung und Verschattung im Fernbereich (Relief) und Nahbereich (Vegetation, Bebauung).
Wichtige Arbeitsschritte bei der Berechnung umfassen:
- Ermittlung des Sonnenstandes in Abhängigkeit von der Jahres- und Uhrzeit für die gegebene geographische Länge und Breite,
- Berechnung der Abweichung der Sonneneinstrahlung zu der Flächennormalen eines Hausdaches,
- Berechnung der Verschattung durch umliegende Objekte oder entfernte Topographie mittels geeigneter Raytracing-Verfahren (direkte Sonneneinstrahlung),
- Ermittlung der Größe der wirksamen Himmelsfläche für die Bestimmung der diffusen Himmelsstrahlung (abhängig einerseits von der Ausrichtung der Dachfläche, andererseits von der Horizontüberhöhung infolge der umliegenden Topographie),
- Berechnung der Gesamtverschattung durch Superposition der einzelnen Verschattungsergebnisse (direkt und diffus).

## Einbindung in Solarkataster
Das Solarpotenzial wird meist in der Einheit kWh/m² und Betrachtungszeitraum (z. B. Jahr, Monate, …) angegeben, auf Basis von hochaufgelösten digitalen Oberflächenmodellen aus Airborne Laserscanning Daten berechnet und als Karte in einem Solarkataster wiedergegeben. Der Kataster zeigt an, wie viel nutzbare Solarstrahlung auf ein Gebäudedach oder eine freie Fläche trifft. Solarkataster werden gerne über Webportale den Bürgern öffentlich zugänglich gemacht. Straße und Hausnummer können eingeben werden, und eine digitale Karte wird geladen, die das Solarpotential des Gebäudes farblich darstellt.